# Gordichthys conquensis
Gordichthys conquensis è un pesce osseo estinto, appartenente ai gonorinchiformi. Visse nel Cretaceo inferiore (Barremiano, circa 125 - 130 milioni di anni fa) e i suoi resti fossili sono stati ritrovati in Spagna.

## Descrizione
Questo piccolo pesce era lungo solo pochi centimetri, e assomigliava all'attuale gambusia. La convergenza morfologica con quest'ultima era dovuta alla piccola taglia, al corpo alto, alla forma delle pinne dorsale e caudale particolarmente alta e all'apertura boccale rivolta all'insù.
Le ossa nasali erano piccole ma appiattite, non ridotte a ossificazioni tubolari. Il processo articolare dell'osso mascellare era molto ricurvo, quasi ad angolo. I rami del preopercolo andavano a formare un angolo acuto, e il primo sopraneurale era ingrandito e dotato di un processo posteriore sul margine posteriore.

## Classificazione
Gordichthys è un rappresentante estinto dei Chanidae, una famiglia di pesci gonorinchiformi attualmente rappresentati da una singola specie (Chanos chanos), ma che nel corso del Cretaceo e del Cenozoico era molto più diffusa. Gordichthys, in particolare, fa parte della famiglia Rubiesichthyinae, comprendente anche Rubiesichthys, dalle forme pià slanciate e di dimensioni maggiori.
Gordichthys conquensis venne descritto per la prima volta nel 1994, sulla base di resti fossili ritrovati in Spagna, nel giacimento di Las Hoyas, risalente al Barremiano.

## Paleoecologia
Come l'attuale gambusia, Gordichthys era un piccolo pesce d'acqua dolce, probabilmente planctivoro, che viveva nella parte più superficiale di un ambiente lacustre.